# Regió de Tombouctou

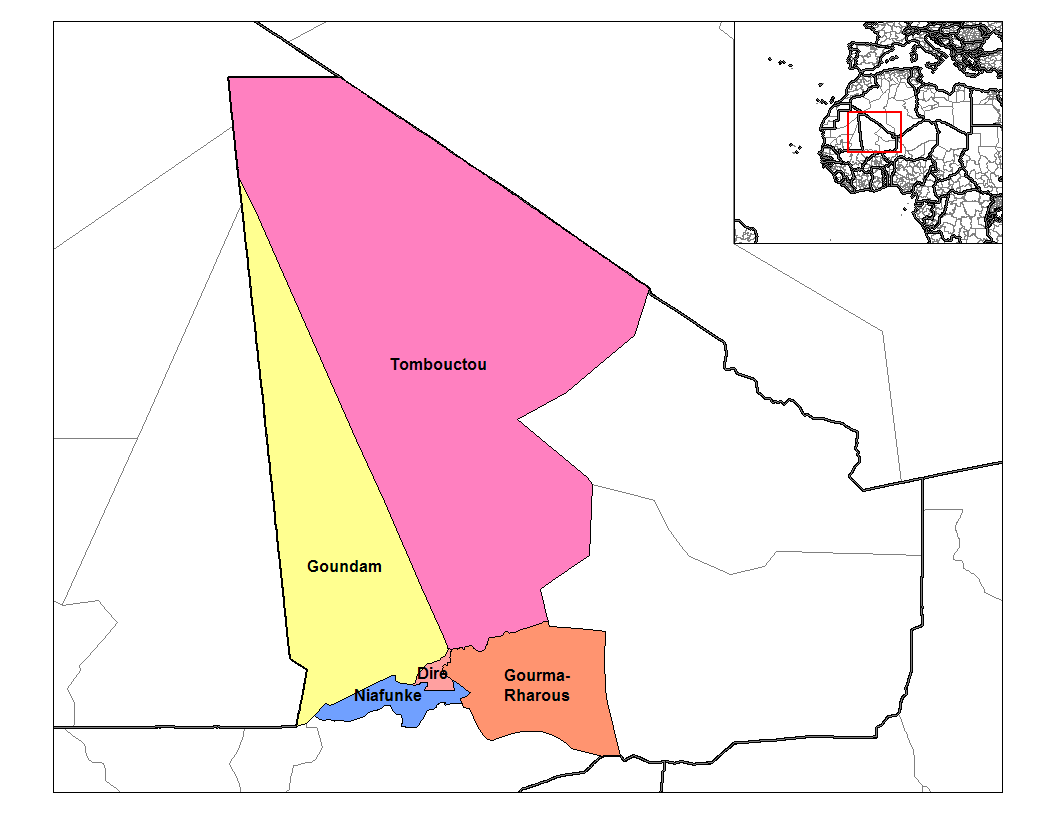
Cercles de Tombouctou

La regió de Tombouctou o regió de Timbuctu, és una de les regions administratives de Mali. Dins aquesta regió es troba Azawad, la part nord-est de Mali, que va declarar la seva independència l'abril de 2012 però roman sense reconeixement per part d'altres estats. La regió de Tomboctou és la més extensa de Mali i inclou una gran part del desert del Sàhara. Administrativament està dividida en cinc cercles.
La regió de Tombouctou és famosa per la seva capital, l'antiga ciutat de Timbuktu (o en francès, Tombouctou). Aquesta regió va quedar marginalitzada sota control de l'Imperi colonial francès, el qual s'acabà el 1960. A principis de l'any 2012, el Moviment Nacional per l'Alliberament d'Azawad i altres grups militars s'oposaren al govern de Mali entrant dins Tomboutou sense lluita fent un acord amb les milícies àrabs locals. El 6 d'abril de 2012, la regió es va declarar independent de Mali com a part del nou país d'Azawad. Però aquest país no ha estat reconegut ni per Mali ni per cap altre estat.